# 考古学者シリーズ
『考古学者シリーズ』（こうこがくしゃシリーズ）は、1981年から1997年までテレビ朝日系「土曜ワイド劇場」で放送されたテレビドラマシリーズ。全19回。主演は愛川欽也。

## 概要
「相田博士シリーズ」や「美人殺しシリーズ」とも呼ばれている。
愛川欽也扮する考古学者・相田古志郎博士と黒沢年雄扮する神奈川県警・須田熊五郎警部補の活躍を描く。また相田博士の助手として、主に川島なお美扮する若葉かおりが登場する。
ちなみに第1作から第3作はアメリカの作家ロイ・ウィンザーによる「私立探偵アイラ・コフ」シリーズを原作としており、相田博士の名前は、主人公の“アイラ・コフ”を捩ったものと思われる。
第1作から第11作、第17作はフィルム製作で、第12作から第16作、第18作、第19作はビデオ製作。

## ストーリー
ストーリーは概ねどの作品も以下のような展開となっている。
相田博士の元教え子（主に女性）の主催するパーティ（出席者の殆どが神奈川県在住である）の会場で殺人事件が発生する。招待を受けてそこに居合わせた相田博士は、かつての教え子の頼みもあり事件に首を突っ込むことに。間もなく所轄署の刑事たち（必ず署長が同行して来る）が到着し、少し遅れて藤沢北署（現在は横浜港署）の須田警部補も到着して、関係者への事情聴取が始まる（相田博士はこの様子をこっそり盗み聞きしている）。その後も次々に殺人事件が発生し、事件は混迷を深める。そんな中、相田博士は発掘した古代人の道具からヒントを得て犯行に使われたトリックを解明してゆく。関係者の出生の秘密が事件の鍵となっており、物語中盤の聞き込みシーンで相田博士（または須田も）は必ず産婦人科医院を訪れる。
解決編では、相田博士が関係者全員を集めて真相を語る。この際、「第1（2、3）の殺人は…こうなります（こうなる）」という相田博士の台詞のあとに犯行シーンが入るのが恒例となっている。
また、殆どの場合犯人は女性であり、連行される前に自殺してしまうことが多い。
第10作「美人コンパニオン殺し」は、犯人は事前に示されるが、そのトリックや動機などが最後まで明かされない「半倒叙」と呼ばれる形式を取っている。

## キャスト

### 主人公と刑事
相田古志郎
演 - 愛川欽也
考古学者。趣味で探偵をやっており、須田（第14作、第17作では戸田）とともに幾度の事件を解決してきた名探偵で助手からは須田とともに「名コンビ」と呼ばれている。美女には弱い。サングラスに口髭がトレードマーク。
須田熊五郎
演 - 黒沢年男（現・黒沢年雄）（第1作 - 第13作・第15作・第18作・第19作）、原田大二郎（第16作）
神奈川県警横浜港警察署の刑事。階級は警部補。声がでかく、短気ですぐ怒鳴る性格。美女には弱い。
戸田
演 - 松崎しげる（第14作・第17作）
須田の同僚。階級は警部補。相田博士に「歩く日焼けサロン」と呼ばれていた。須田と同じく短気ですぐ怒鳴る性格。美女には弱い。第14作、第17作で、見合い中の須田に代わって登場。

### 相田博士の助手
※「出土品を見た彼女たちの一言がトリック解明のヒントになる。」
若葉かおり
演 - 川島なお美（第7作 - 第10作・第12作・第14作 - 第17作）
相田博士の助手。
斉藤ゆかり
演 - 松岡知重（第11作）
相田博士の2番弟子、かおりが論文制作で全国歩いてるため代役で第11作だけの登場
石田聖子
演 - 白島靖代（第13作）
相田博士が須田警部補と再会の際、新しい助手として紹介されるが、出演は第13作のみ。
若葉かおり
演 - 濱田万葉（第18作）
相田博士が須田警部補と再会の際、初対面の対応をしている。川島が演じた若葉かおりと同姓同名だが、別人と見てよい。
沢田百合
演 - 鳥越まり（第19作）
相田博士の助手。

### ゲスト
第1作「息子殺し」（1981年）
- 久保菜穂子、蜷川有紀、名高達郎、仲谷昇、滝田裕介、丘さとみ、殿山泰司、根岸明美、諏訪圭一、井上昭文、竹井みどり

第2作「女主人殺し」（1982年）
- 吉行和子、辻沢杏子、早川保、高林由紀子、有田麻里、殿山泰司、水野久美、田口計、江角英、奥村公延、初井言栄

第3作「女優殺し」（1983年）
- 乙羽信子、谷啓、岡田英次、中村れい子、細川俊夫、山谷初男、西田健、三谷昇、殿山泰司、石山律雄

第4作「若妻殺し」（1985年）
- 安田タマヨ（山波家の家政婦） - 春川ますみ
- 山波進一郎（美沙子の夫・旧姓「渡辺」） - 北詰友樹
- 安田幸子 - 高木美保
- 安田郁子（幸子の妹） - 高木美保（二役）
- 中部アキオ（山波家の隣人） - 西田健
- 中部の妻 - 土田ユミ
- 山波美沙子（山波財閥の娘） - 麻生隆子
- 法医学者（復顔） - 大塚國夫
- 田中為五郎（大州警察署 署長） - 坂上二郎
- 三谷昇、殿山泰司、平野稔、益富信孝、久松夕子、増子倭文江、小池榮

第5作「未亡人殺し」（1986年）
- 沢田富枝（沢田の後妻） - 結城しのぶ
- オタキ（飲み屋の店員） - 畑中葉子
- ヤザワトキコ（タミオの恋人） - 川上麻衣子
- 沢田作造（大学教授） - 佐原健二
- 居酒屋だぼはぜのオヤジ - 殿山泰司
- ヤザワシゲト（トキコの父） - 草薙幸二郎
- 谷川（沢田の先妻の兄） - 梅津栄
- 沢田ナミヨ（ヒデオの妻） - 土田ユミ
- 沢田タミオ（沢田の次男） - 伊丹幸雄
- 沢田ヒデオ（沢田の長男） - 藤堂新二
- 静浦警察署 刑事 - 井川晃一
- 静浦警察署 刑事 - 内堀和晴
- 春美のアパートの大家 - 小池栄
- バー・青い鳥のママ - 岩倉高子
- だぼはぜの主人の妻 - 得永街子
- 赤松権四郎（静浦警察署 署長） - 荒井注
- 吉田春美（沢田家のお手伝い） - 乙羽信子

第6作「花嫁殺し」（1987年）
- 立木香織里（木下電機工業広報課 社員・ノリコの友人） - 高樹沙耶
- 木下喜一郎（輝明の父・木下電機工業 社長） - 渥美国泰
- 土屋（典子の母） - 清水まゆみ
- 土屋（典子の父） - 織本順吉
- 木下典子（木下テルアキの新妻） - 影山仁美
- 北原ヨウコ（木下電機工業販売促進課 社員）  - 麻生かおり
- エツコ（木下電機工業販売促進課 社員） - 田中みお
- アケミ（木下電機工業第二製作課 社員） - 藍とも子
- 土屋ミノル（ノリコの弟） - 田中隆三
- 名護西警察署 刑事 - 平野稔
- 木下輝明（典子の夫・木下電機工業 副社長） - 田島真吾
- 名護西警察署 刑事 - 井川晃一
- 相田の宿泊先の主人 - 辻伊真理
- 木下ヨシエ（輝明の母） - 弓恵子
- 名護西警察署 署長 - 藤木悠

第7作「婚約者殺し」（1988年）
- 上原路子（節夫の婚約者） - 岡本舞
- 友部ヨシユキ（亡父と2番目の妻の息子・節夫の弟） - 大橋吾郎
- 友部節夫（亡父と2番目の妻の息子・友部酒造 社長・相田古志郎の教え子） - 堀光昭
- 後藤（晃の友人） - 頭師佳孝
- 死体の第一発見者 - 井川晃一
- 飲み屋のオヤジ - 殿山泰司
- 寺沼 - 西田健
- 友部晃（亡父と最初の妻の息子・節夫の兄・3年前に事故死） - 長谷川初範
- 友部酒造 会長（節夫たちの亡父の3番目の妻） - 赤座美代子
- 高山北警察署 署長 - 下川辰平
- 絹川紀夫（友部酒造 新社長） - 花王おさむ

第8作「人妻殺し」（1989年）
- 戸田玲子（エイスケの秘書） - 沖直美
- 松村エイスケ（順子の父・湘南大学 学長） - 内藤武敏
- 松村タツヒコ（順子の夫） - 大林丈史
- 松村ミユキ（順子の妹、松村夫妻の養女/玲子の実妹） - 小牧彩里
- 松村ハツエ（エイスケの妻・湘南大学 理事長） - 柳川慶子
- 松村順子（松村夫妻の長女・相田古志郎の教え子） - 朝比奈順子
- 杉本マツコ（ペンション管理人） - 有田麻里
- 杉本コウゾウ（ペンション管理人） - 野村昇史
- 北川（会津東警察署 警部補） - 丸岡奨詞
- 会津東警察署 刑事 - 井川晃一
- 熊三 - 松井範雄
- 喫茶店メイン バーテン - 大須賀昭人
- 茅ヶ崎北警察署 刑事 - 友居達彦
- 金沢カズオ（湘南大学 助教授） - 夏夕介
- 野田育代（玲子とミユキの実母・22年前死亡） - 丸山秀美
- 会津東警察署 署長 - 犬塚弘

第9作「美人秘書殺し」（1990年）
- 本宮アキコ（修治の妹） - 未來貴子
- 本宮良子（聡一郎の後妻） - 長内美那子
- 手塚富子（瑠美の母） - 白川和子
- 関根大造（関根総合病院 院長） - 北村総一朗
- 本宮修治（本宮観光 副社長・聡一郎と先妻の息子） - 五代高之
- 北村晴美（北村博の妹） - 立石凉子
- 手塚瑠美（修治の婚約者・聡一郎の秘書） - 美津井祐子
- 日光北警察署 刑事 - 井川晃一
- 田宮（日光北警察署 署長） - 三谷昇
- 本宮聡一郎（本宮観光 社長） - 高松英郎

第10作「美人コンパニオン殺し」（1990年）
- 沢田夏子（「ホテルたつき」支配人） - 三浦リカ
- 村野（「ホテルたつき」社長） - 新井量大
- 文治（「ホテルたつき」バス運転手） - 新井つねひろ
- 村野玲子（村野の娘） - 唐沢潤
- 田宮義彦（玲子の婚約者） - 木下浩之
- 西浦北警察署 刑事 - 小川隆市
- 田口（西浦北警察署 刑事） - 井川晃一
- 滝口俊子（コンパニオン） - 三沢明美
- コンパニオン - 中上ちか、上村依子
- 飲み屋のオヤジ - 浜村純
- ハッピー企画のマネージャー - 桜井勝
- 村野タツエ（村野の妻） - 中原早苗
- 荒川平八郎（西浦北警察署 署長） - 谷啓
- 笠井千代（「ホテルたつき」用度係主任） - 乙羽信子

第11作「新妻殺し」（1991年）
- 吉沢涼子（「松鶴楼」女将） - 根本りつ子
- 池田利夫（悦子の夫・婿養子） - 堀光昭
- 池田悦子（横浜の高級呉服店「菊華」社長令嬢） - 相田寿美緒
- 笹川アケミ（利夫の愛人） - 李星蘭
- 森口（文学サークル代表） - 真実一路
- 寺尾（「松鶴楼」支配人） - 大杉漣
- 悦子の父親 - 宮部昭夫
- 池田ハルコ（悦子の母親） - 水城蘭子
- 刑事 - 井川晃一
- 金沢南西警察署 刑事 - 丸岡奨詞
- 居酒屋「百万石」のオヤジ -  金子信雄
- 柳川五郎左衛門（真天流十二代目） - 村上冬樹
- 高田真一（友禅絵師見習い・1年前に死亡） - 豊嶋稔
- 杉山キミコ（2代目秋葉吉之助一座の三味線弾き） - 岩倉高子
- 金沢南西警察署 署長 - 山田吾一
- 赤松久枝（花魁 君柳） - 三ツ矢歌子

第12作「美人外科医殺し」（1991年）
- 木村律子（山崎クリニック 医師） - 星遙子
- 岡村英造（山崎クリニック 院長） - 和崎俊哉
- 黒沼（山崎クリニック 事務長） - 椎谷建治
- 中尾（勝浦南警察署 刑事） - 佐々木敏
- 勝浦南警察署 刑事 - 井川晃一
- 立花弓子の父親 - 武藤章生
- 飲み屋のオヤジ - 藤岡重慶
- トミコ（神月家の家政婦） - 三好美智子
- 弓子の母 - 五十嵐美恵子
- ユキエ（トミコの娘・記憶喪失） - 新小田悦子
- スナック経営者 - 小林トシ江
- 山崎秀介（山崎クリニック 初代院長・5年前溺死） - 児玉謙次
- 立花弓子（山崎クリニック 外科部長） - 菅野玲子
- 勝浦南警察署 署長 - 小島三児
- 神月咲子（山崎クリニック 副院長） - 田島令子

第13作「美人お嬢さま殺し」（1992年）
- 倉田夕子 - 橘ゆかり
- 綾小路輝男 - 佐原健二
- 倉田隆三 - 江角英明
- 野村英司 - 佐古雅誉
- 野村愛子 - 長谷川稀世
- 近藤亮介（綾小路の秘書） - 山野史人
- 茅野東警察署 刑事 - 及川以造
- 飲み屋のオヤジ - 小鹿番
- 綾小路ゆみ - 片山由香
- 綾小路文香 - 藤井佳代子
- 茅野東警察署 署長 - 左右田一平

第14作「美人真珠王殺し」（1993年）
- 加納奈都（東田美幸の秘書） - 吉田美江
- 東田英雄（東田パール会長） - 穂積隆信
- 戸塚修一（宝石デザイナー・美幸の婚約者） - 新田純一
- 津村京子（津村の娘） - 立原麻衣
- 児玉久造（東田パール 専務） - 荒木しげる
- 飲み屋のオヤジ - 小鹿番
- 東田英明（東田パール副社長・英雄の息子・美幸の兄） - 重田尚彦
- 東田留美（英明の妻） - 小田薫
- 東田美幸（東田パール社長・英雄の娘） -  三宅ゆみか
- 東田家のお手伝い - 山本与志恵
- 三星真珠養殖研究所の所員 - 松熊信義
- 津村耕平（故人） - 下元史朗
- 志摩警察署 刑事 - 竹本純平
- 吉岡（志摩警察署 刑事） - 井川晃一
- 志摩警察署 署長 - 勝部演之
- 東田秋枝（英雄の妻） - 入江若葉

第15作「美人デザイナー殺し」（1993年）
- 大林美希（公子のチーフアシスタント・相田古志郎の教え子） - 岩崎良美
- 司公子（デザイナー） - テレサ野田
- 若村節子（銀座ワカムラ 会長） - 清水まゆみ
- 谷井健一（谷井の息子） - 南条弘二
- 谷井剛三（銀座ワカムラ 社長） - 睦五朗
- 柴田（伊豆東警察署 刑事） - 丸岡奨詞
- 井川（伊豆東警察署 刑事） - 井川晃一
- 山口好江（サブアシスタント） - 由良宜子
- 岡本京子（サブデザイナー） - 志水季里子
- 若村イクオ（節子の夫・故人） - 平野稔
- 飲屋のオヤジ - 藤岡重慶
- 並木隆元 - 田武謙三
- 古川名香（奇術師） - 伊藤幸子
- 天堂龍一郎（奇術師・故人） - 荻原賢三
- 天野千恵（銀座ワカムラのパタンナー） - 高田敏江
- 鎌田八右衛門（伊豆東警察署 署長） - なべおさみ

第16作「人恋橋・幽霊殺し」（1994年）
- 香月愛（シャンソン歌手） - 泉本教子
- 徳丸信三（徳丸建設 社長） - 浜田晃
- 中垣亮介（ピアニスト・愛の恋人） - 石田登星
- 宮本専務の妻（徳丸の愛人） - 泉晶子
- 川合園絵（タツオの元恋人） - 早野ゆかり
- 飲み屋のオヤジ - 金井大
- 中村（新潟北警察署 刑事） - 杜澤泰文
- 山崎（新潟北警察署 刑事） - 井川晃一
- 小森タツオ（マチコの兄・徳丸建設 元社員） - 井上智之
- 新潟北警察署 署長 - 荒井注
- 田中洋介、友金敏雄、三輝みきこ

第17作「美人OL殺し」（1994年）
- 木暮愛子（スーパー「サワムラヤ」社員） - 池田昌子
- 川添理恵（スーパー「サワムラヤ」社員） - 海野圭子
- 沢村宏介（スーパー「サワムラヤ」社長・修平の父） - 久富惟晴
- 沢村春枝（宏介の妻） - 柳川慶子
- 中西富子（令子の母） - 絵沢萌子
- 飛田佐吉（山荘の管理人） - 河原崎次郎
- 中西千代（富子の義理の姉・8年前自殺） - 松木路子
- 沢村修平（スーパー「サワムラヤ」副社長・令子の婚約者） - 四禮正明
- 天城西警察署 刑事 - 丸岡奨詞、井川晃一
- 吉田浩一（春枝の前夫） - 真実一路
- 飲み屋のオヤジ - 奥村公延
- 中西令子（スーパー「サワムラヤ」社員） - 駒木根尚美
- 梶山テルオ（スーパー「サワムラヤ」社員） - 渡辺成紀
- 高村カズミ（スーパー「サワムラヤ」社員） - 渡辺妙子
- 天城西警察署 署長 - ジェリー藤尾

第18作「女教師殺し」（1995年）
- 浜田秋江（ペンション「湖畔亭」経営者） - 久野真紀子
- 田宮修次（圭子の婚約者・予備校講師） - 宇梶剛士
- 島本百合（須田熊五郎に惚れた女） - 広岡由里子
- 野坂（富士西警察署 警部補） - 丸岡奨詞
- 立花剛三（運送会社社長） - 小宮健吾
- 飲屋のオヤジ - 金井大
- 新津愛子（横浜市立第六中学校 教師・5か月前死亡） - 川田あつ子
- 森口清美（青徳院高校 教師・圭子の友人） - 菊地則江
- 影山圭子（横浜市立第六中学校 教師） - 成清加奈子
- トクラ（ペンション「湖畔亭」営業係） - 松永博史
- オダ（富士西警察署 刑事） - 井川晃一
- 深谷嘉郎（財団法人「教育の未来」副理事長） - 佐々木敏
- 影山（圭子の父） - 草野裕
- タナベ（クラブのオーナー） - 野村昇史
- 影山（圭子の母） - 井出みな子
- ヒトミ（横浜市立第六中学校 教師） - 田中雅子
- エリ（横浜市立第六中学校 教師） - 平塚奈々
- 予備校職員 - 柏木隆太
- 横浜市立第六中学校 校長 - 村松克己
- 立花（剛三の妻） - 大原真理子
- ツトムの担任 - 森朝子
- 立花ツトム（剛三の息子） - 東海林龍
- 少年 - 源啓介
- 立花ふみ（剛三の母） - 風見章子
- 富士西警察署 署長 - 樋浦勉

第19作「美人エステティシャン殺し」（1997年）
- 北村君香（横浜弓道クラブのリーダー） - 真行寺君枝
- 秋元綾子（横浜弓道クラブのメンバー） - 村上聡美
- 後藤浩二（横浜弓道クラブのメンバー） - 竹本孝之
- 北村啓介（君香の夫） - 朝倉杉男
- 清水初男（横浜弓道クラブの元メンバー） - 松永博史
- 吉永達夫（横浜弓道クラブの元メンバー） - 円谷浩
- 橘明美（横浜弓道クラブのメンバー・エステティシャン） - 寺田千穂
- 川上圭子（横浜弓道クラブのメンバー） - 篠崎はるく
- 中野美幸（横浜弓道クラブのメンバー） - 前田つばさ
- 刑事 - 有福正志
- 三沢（一関警察署 刑事） - 井川晃一
- 住職 - 小池榮
- 北村カツヒコ（北村の弟・3年前死亡） - 渡辺成紀
- 煎餅屋の女将 - 深谷みさお
- 横浜ボーガン愛好会の会員 - 磯秀明
- ナカイ（元スナック従業員） - 出光秀一郎
- 刑事 - 小野寺弘之
- 一関警察署 署長 - 織本順吉

## スタッフ
- 原作 - ロイ・ウィンザー（第1作 - 第3作）
- 脚本 - 新藤兼人（第1作 - 第18作）、石倉保志（第6作 - 第19作）
- 監督 - 齋藤武市、松島稔、山本迪夫
- 音楽 - 津島利章
- MA - TESS、映広
- 現像・テレシネ - 東京現像所
- プロデューサー - 高島道吉、里中哲夫
  - テレビ朝日プロデューサー - 川田方寿、塙淳一
- 制作 - テレビ朝日、近代映画協会

## 放送日程
- 第9作は長崎放送では1990年3月31日12:30〜14:20の先行ネットとなった。長崎新聞1990年3月31日付朝刊ラ・テ欄で確認。

| 話数 | 放送日         | サブタイトル             | 原作             | 脚本              | 監督     | 視聴率 |
| ---- | -------------- | ------------------------ | ---------------- | ----------------- | -------- | ------ |
| 1    | 1981年10月31日 | 息子殺し                 | 『息子殺し』     | 新藤兼人          | 齋藤武市 | 22.2%  |
| 2    | 1982年05月15日 | 女主人殺し               | 『寝室に鍵を』   | 新藤兼人          | 齋藤武市 | 15.9%  |
| 3    | 1983年11月26日 | 女優殺し                 | 『死体が歩いた』 | 新藤兼人          | 齋藤武市 | 16.2%  |
| 4    | 1985年07月13日 | 若妻殺し                 | -                | 新藤兼人          | 齋藤武市 | 22.1%  |
| 5    | 1986年10月25日 | 未亡人殺し               | -                | 新藤兼人          | 齋藤武市 | 16.5%  |
| 6    | 1987年05月02日 | 花嫁殺し                 | -                | 新藤兼人 石倉保志 | 松島稔   | 22.9%  |
| 7    | 1988年06月04日 | 婚約者殺し               | -                | 新藤兼人 石倉保志 | 松島稔   | 24.0%  |
| 8    | 1989年05月13日 | 人妻殺し                 | -                | 新藤兼人 石倉保志 | 松島稔   | 21.9%  |
| 9    | 1990年03月31日 | 美人秘書殺し             | -                | 新藤兼人 石倉保志 | 松島稔   | 21.8%  |
| 10   | 8月25日        | 美人コンパニオン殺し     | -                | 新藤兼人 石倉保志 | 松島稔   | 20.0%  |
| 11   | 1991年03月23日 | 新妻殺し                 | -                | 新藤兼人 石倉保志 | 松島稔   | 21.4%  |
| 12   | 8月31日        | 美人外科医殺し           | -                | 新藤兼人 石倉保志 | 松島稔   | 19.3%  |
| 13   | 1992年08月01日 | 美人お嬢さま殺し         | -                | 新藤兼人 石倉保志 | 松島稔   | 15.1%  |
| 14   | 1993年03月27日 | 美人真珠王殺し           | -                | 新藤兼人 石倉保志 | 松島稔   | 13.8%  |
| 15   | 6月26日        | 美人デザイナー殺し       | -                | 新藤兼人 石倉保志 | 山本迪夫 | 16.1%  |
| 16   | 1994年04月30日 | 人恋橋・幽霊殺し         | -                | 新藤兼人 石倉保志 | 松島稔   | 14.1%  |
| 17   | 9月03日        | 美人OL殺し               | -                | 新藤兼人 石倉保志 | 松島稔   | 20.6%  |
| 18   | 1995年04月29日 | 女教師殺し               | -                | 新藤兼人 石倉保志 | 松島稔   | 14.1%  |
| 19   | 1997年11月22日 | 美人エステティシャン殺し | -                | 石倉保志          | 松島稔   | 15.6%  |

- 視聴率はビデオリサーチ調べ、関東地区・世帯